# Achter glas (Boudewijn de Groot)
Achter glas is het twaalfde studioalbum van Boudewijn de Groot, verschenen in april 2015. 

## Achtergrond
De Groot werkte er aan gedurende een periode van acht jaar, waarbij de inspiratie af en toe stokte, om vervolgens vlot achter elkaar een lied op papier te krijgen. Centraal thema van het album is het omkijken naar vroeger. Herinneringen dringen zich aan je op, je herbeleeft een deel daarvan, maar de werkelijkheid is inmiddels onbereikbaar geworden (achter glas). Vooraf bracht hij de single Witte muur uit.
Het was het eerste album nadat Boudewijn de Groot een breuk aankondigde met zijn “oude” repertoire. Daar was hij in eigen bewoordingen op uitgekeken. De Groot legde dit in diverse radio- en televisieprogramma’s uit. Helaas voor hem kon dat alleen maar door juist die oude liedjes nog een keer te laten horen. Het publiek bleek ze aan de hand van de reacties nog niet zat te zijn.
In juni 2015 kondigde Boudewijn de Groot een tournee aan met dezelfde titel als de plaat. De setlist bestond uit nummers van de nieuwe lp/plaat, aangevuld met onbekendere nummers uit het oude repertoire. De tour liep van januari tot eind mei 2016. De Groot werd bijgestaan door drie muzikanten.
Op 10 november 2015 kreeg Boudewijn de Groot uit handen van Matthijs van Nieuwkerk een gouden plaat overhandigd in zijn programma De Wereld Draait Door; er waren 20.000 stuks verkocht.

## Muziek
| Nr. | Titel                         | Duur |
| --- | ----------------------------- | ---- |
| 1.  | Heemsteedse Dreef             | 5:25 |
| 2.  | Het meisje en het blauwe meer | 4:17 |
| 3.  | Het regent in Antwerpen       | 3:50 |
| 4.  | Weerzien                      | 4:37 |
| 5.  | Geen uitzicht                 | 3:16 |
| 6.  | Schemering                    | 3:25 |
| 7.  | Lola is gevallen              | 5:23 |
| 8.  | Witte muur                    | 2:58 |
| 9.  | Orion verdwaald               | 3:28 |
| 10. | Metamorfose                   | 4:18 |
| 11. | Anamorfose                    | 4:21 |
| 12. | Achter glas                   | 3:27 |
| 13. | Ik ben een zoon               | 3:26 |
| 14. | Piëtà                         | 3:26 |
| 15. | Portret                       | 4:59 |

## Hitnoteringen

### NederlandseAlbum Top 100
| Hitnotering (week 1 t/m 23): 25-04-2015 t/m 02-10-2015 Hitnotering (week 24 t/m 27): 14-11-2015 t/m 05-12-2015 Hitnotering (week 28 t/m 31): 26-12-2015 t/m 16-01-2016 Hitnotering (week 32): 13-02-2016 Hitnotering (week 33): 05-03-2016 | Hitnotering (week 1 t/m 23): 25-04-2015 t/m 02-10-2015 Hitnotering (week 24 t/m 27): 14-11-2015 t/m 05-12-2015 Hitnotering (week 28 t/m 31): 26-12-2015 t/m 16-01-2016 Hitnotering (week 32): 13-02-2016 Hitnotering (week 33): 05-03-2016 | Hitnotering (week 1 t/m 23): 25-04-2015 t/m 02-10-2015 Hitnotering (week 24 t/m 27): 14-11-2015 t/m 05-12-2015 Hitnotering (week 28 t/m 31): 26-12-2015 t/m 16-01-2016 Hitnotering (week 32): 13-02-2016 Hitnotering (week 33): 05-03-2016 | Hitnotering (week 1 t/m 23): 25-04-2015 t/m 02-10-2015 Hitnotering (week 24 t/m 27): 14-11-2015 t/m 05-12-2015 Hitnotering (week 28 t/m 31): 26-12-2015 t/m 16-01-2016 Hitnotering (week 32): 13-02-2016 Hitnotering (week 33): 05-03-2016 | Hitnotering (week 1 t/m 23): 25-04-2015 t/m 02-10-2015 Hitnotering (week 24 t/m 27): 14-11-2015 t/m 05-12-2015 Hitnotering (week 28 t/m 31): 26-12-2015 t/m 16-01-2016 Hitnotering (week 32): 13-02-2016 Hitnotering (week 33): 05-03-2016 | Hitnotering (week 1 t/m 23): 25-04-2015 t/m 02-10-2015 Hitnotering (week 24 t/m 27): 14-11-2015 t/m 05-12-2015 Hitnotering (week 28 t/m 31): 26-12-2015 t/m 16-01-2016 Hitnotering (week 32): 13-02-2016 Hitnotering (week 33): 05-03-2016 | Hitnotering (week 1 t/m 23): 25-04-2015 t/m 02-10-2015 Hitnotering (week 24 t/m 27): 14-11-2015 t/m 05-12-2015 Hitnotering (week 28 t/m 31): 26-12-2015 t/m 16-01-2016 Hitnotering (week 32): 13-02-2016 Hitnotering (week 33): 05-03-2016 | Hitnotering (week 1 t/m 23): 25-04-2015 t/m 02-10-2015 Hitnotering (week 24 t/m 27): 14-11-2015 t/m 05-12-2015 Hitnotering (week 28 t/m 31): 26-12-2015 t/m 16-01-2016 Hitnotering (week 32): 13-02-2016 Hitnotering (week 33): 05-03-2016 | Hitnotering (week 1 t/m 23): 25-04-2015 t/m 02-10-2015 Hitnotering (week 24 t/m 27): 14-11-2015 t/m 05-12-2015 Hitnotering (week 28 t/m 31): 26-12-2015 t/m 16-01-2016 Hitnotering (week 32): 13-02-2016 Hitnotering (week 33): 05-03-2016 | Hitnotering (week 1 t/m 23): 25-04-2015 t/m 02-10-2015 Hitnotering (week 24 t/m 27): 14-11-2015 t/m 05-12-2015 Hitnotering (week 28 t/m 31): 26-12-2015 t/m 16-01-2016 Hitnotering (week 32): 13-02-2016 Hitnotering (week 33): 05-03-2016 | Hitnotering (week 1 t/m 23): 25-04-2015 t/m 02-10-2015 Hitnotering (week 24 t/m 27): 14-11-2015 t/m 05-12-2015 Hitnotering (week 28 t/m 31): 26-12-2015 t/m 16-01-2016 Hitnotering (week 32): 13-02-2016 Hitnotering (week 33): 05-03-2016 | Hitnotering (week 1 t/m 23): 25-04-2015 t/m 02-10-2015 Hitnotering (week 24 t/m 27): 14-11-2015 t/m 05-12-2015 Hitnotering (week 28 t/m 31): 26-12-2015 t/m 16-01-2016 Hitnotering (week 32): 13-02-2016 Hitnotering (week 33): 05-03-2016 | Hitnotering (week 1 t/m 23): 25-04-2015 t/m 02-10-2015 Hitnotering (week 24 t/m 27): 14-11-2015 t/m 05-12-2015 Hitnotering (week 28 t/m 31): 26-12-2015 t/m 16-01-2016 Hitnotering (week 32): 13-02-2016 Hitnotering (week 33): 05-03-2016 | Hitnotering (week 1 t/m 23): 25-04-2015 t/m 02-10-2015 Hitnotering (week 24 t/m 27): 14-11-2015 t/m 05-12-2015 Hitnotering (week 28 t/m 31): 26-12-2015 t/m 16-01-2016 Hitnotering (week 32): 13-02-2016 Hitnotering (week 33): 05-03-2016 | Hitnotering (week 1 t/m 23): 25-04-2015 t/m 02-10-2015 Hitnotering (week 24 t/m 27): 14-11-2015 t/m 05-12-2015 Hitnotering (week 28 t/m 31): 26-12-2015 t/m 16-01-2016 Hitnotering (week 32): 13-02-2016 Hitnotering (week 33): 05-03-2016 | Hitnotering (week 1 t/m 23): 25-04-2015 t/m 02-10-2015 Hitnotering (week 24 t/m 27): 14-11-2015 t/m 05-12-2015 Hitnotering (week 28 t/m 31): 26-12-2015 t/m 16-01-2016 Hitnotering (week 32): 13-02-2016 Hitnotering (week 33): 05-03-2016 | Hitnotering (week 1 t/m 23): 25-04-2015 t/m 02-10-2015 Hitnotering (week 24 t/m 27): 14-11-2015 t/m 05-12-2015 Hitnotering (week 28 t/m 31): 26-12-2015 t/m 16-01-2016 Hitnotering (week 32): 13-02-2016 Hitnotering (week 33): 05-03-2016 | Hitnotering (week 1 t/m 23): 25-04-2015 t/m 02-10-2015 Hitnotering (week 24 t/m 27): 14-11-2015 t/m 05-12-2015 Hitnotering (week 28 t/m 31): 26-12-2015 t/m 16-01-2016 Hitnotering (week 32): 13-02-2016 Hitnotering (week 33): 05-03-2016 | Hitnotering (week 1 t/m 23): 25-04-2015 t/m 02-10-2015 Hitnotering (week 24 t/m 27): 14-11-2015 t/m 05-12-2015 Hitnotering (week 28 t/m 31): 26-12-2015 t/m 16-01-2016 Hitnotering (week 32): 13-02-2016 Hitnotering (week 33): 05-03-2016 | Hitnotering (week 1 t/m 23): 25-04-2015 t/m 02-10-2015 Hitnotering (week 24 t/m 27): 14-11-2015 t/m 05-12-2015 Hitnotering (week 28 t/m 31): 26-12-2015 t/m 16-01-2016 Hitnotering (week 32): 13-02-2016 Hitnotering (week 33): 05-03-2016 |
| Week: | 1 | 2 | 3 | 4 | 5 | 6 | 7 | 8 | 9 | 10 | 11 | 12 | 13 | 14 | 15 | 16 | 17 | 18 | 19 |
| --- | --- | --- | --- | --- | --- | --- | --- | --- | --- | --- | --- | --- | --- | --- | --- | --- | --- | --- | --- |
| Positie: | 1 | 1 | 2 | 3 | 8 | 7 | 8 | 10 | 8 | 11 | 26 | 14 | 33 | 31 | 33 | 52 | 43 | 80 | 61 |
| Week: | 20 | 21 | 22 | 23 | | 24 | 25 | 26 | 27 | | 28 | 29 | 30 | 31 | | 32 | | 33 | |
| Positie: | 57 | 62 | 95 | 70 | uit | 76 | 82 | 75 | 70 | uit | 77 | 33 | 49 | 95 | uit | 86 | uit | 92 | uit |

### BelgischeUltratop Album top 200
| Hitnotering (week 1 t/m 21): 25-04-2015 t/m 12-09-2015 Hitnotering (week 22 t/m 28): 26-09-2015 t/m 07-11-2015 Hitnotering (week 29 t/m 40): 21-11-2015 t/m 06-02-2016 Hitnotering (week 41): 16-04-2016 Hitnotering (week 42 t/m 45): 21-05-2016 t/m 11-06-2016 | Hitnotering (week 1 t/m 21): 25-04-2015 t/m 12-09-2015 Hitnotering (week 22 t/m 28): 26-09-2015 t/m 07-11-2015 Hitnotering (week 29 t/m 40): 21-11-2015 t/m 06-02-2016 Hitnotering (week 41): 16-04-2016 Hitnotering (week 42 t/m 45): 21-05-2016 t/m 11-06-2016 | Hitnotering (week 1 t/m 21): 25-04-2015 t/m 12-09-2015 Hitnotering (week 22 t/m 28): 26-09-2015 t/m 07-11-2015 Hitnotering (week 29 t/m 40): 21-11-2015 t/m 06-02-2016 Hitnotering (week 41): 16-04-2016 Hitnotering (week 42 t/m 45): 21-05-2016 t/m 11-06-2016 | Hitnotering (week 1 t/m 21): 25-04-2015 t/m 12-09-2015 Hitnotering (week 22 t/m 28): 26-09-2015 t/m 07-11-2015 Hitnotering (week 29 t/m 40): 21-11-2015 t/m 06-02-2016 Hitnotering (week 41): 16-04-2016 Hitnotering (week 42 t/m 45): 21-05-2016 t/m 11-06-2016 | Hitnotering (week 1 t/m 21): 25-04-2015 t/m 12-09-2015 Hitnotering (week 22 t/m 28): 26-09-2015 t/m 07-11-2015 Hitnotering (week 29 t/m 40): 21-11-2015 t/m 06-02-2016 Hitnotering (week 41): 16-04-2016 Hitnotering (week 42 t/m 45): 21-05-2016 t/m 11-06-2016 | Hitnotering (week 1 t/m 21): 25-04-2015 t/m 12-09-2015 Hitnotering (week 22 t/m 28): 26-09-2015 t/m 07-11-2015 Hitnotering (week 29 t/m 40): 21-11-2015 t/m 06-02-2016 Hitnotering (week 41): 16-04-2016 Hitnotering (week 42 t/m 45): 21-05-2016 t/m 11-06-2016 | Hitnotering (week 1 t/m 21): 25-04-2015 t/m 12-09-2015 Hitnotering (week 22 t/m 28): 26-09-2015 t/m 07-11-2015 Hitnotering (week 29 t/m 40): 21-11-2015 t/m 06-02-2016 Hitnotering (week 41): 16-04-2016 Hitnotering (week 42 t/m 45): 21-05-2016 t/m 11-06-2016 | Hitnotering (week 1 t/m 21): 25-04-2015 t/m 12-09-2015 Hitnotering (week 22 t/m 28): 26-09-2015 t/m 07-11-2015 Hitnotering (week 29 t/m 40): 21-11-2015 t/m 06-02-2016 Hitnotering (week 41): 16-04-2016 Hitnotering (week 42 t/m 45): 21-05-2016 t/m 11-06-2016 | Hitnotering (week 1 t/m 21): 25-04-2015 t/m 12-09-2015 Hitnotering (week 22 t/m 28): 26-09-2015 t/m 07-11-2015 Hitnotering (week 29 t/m 40): 21-11-2015 t/m 06-02-2016 Hitnotering (week 41): 16-04-2016 Hitnotering (week 42 t/m 45): 21-05-2016 t/m 11-06-2016 | Hitnotering (week 1 t/m 21): 25-04-2015 t/m 12-09-2015 Hitnotering (week 22 t/m 28): 26-09-2015 t/m 07-11-2015 Hitnotering (week 29 t/m 40): 21-11-2015 t/m 06-02-2016 Hitnotering (week 41): 16-04-2016 Hitnotering (week 42 t/m 45): 21-05-2016 t/m 11-06-2016 | Hitnotering (week 1 t/m 21): 25-04-2015 t/m 12-09-2015 Hitnotering (week 22 t/m 28): 26-09-2015 t/m 07-11-2015 Hitnotering (week 29 t/m 40): 21-11-2015 t/m 06-02-2016 Hitnotering (week 41): 16-04-2016 Hitnotering (week 42 t/m 45): 21-05-2016 t/m 11-06-2016 | Hitnotering (week 1 t/m 21): 25-04-2015 t/m 12-09-2015 Hitnotering (week 22 t/m 28): 26-09-2015 t/m 07-11-2015 Hitnotering (week 29 t/m 40): 21-11-2015 t/m 06-02-2016 Hitnotering (week 41): 16-04-2016 Hitnotering (week 42 t/m 45): 21-05-2016 t/m 11-06-2016 | Hitnotering (week 1 t/m 21): 25-04-2015 t/m 12-09-2015 Hitnotering (week 22 t/m 28): 26-09-2015 t/m 07-11-2015 Hitnotering (week 29 t/m 40): 21-11-2015 t/m 06-02-2016 Hitnotering (week 41): 16-04-2016 Hitnotering (week 42 t/m 45): 21-05-2016 t/m 11-06-2016 | Hitnotering (week 1 t/m 21): 25-04-2015 t/m 12-09-2015 Hitnotering (week 22 t/m 28): 26-09-2015 t/m 07-11-2015 Hitnotering (week 29 t/m 40): 21-11-2015 t/m 06-02-2016 Hitnotering (week 41): 16-04-2016 Hitnotering (week 42 t/m 45): 21-05-2016 t/m 11-06-2016 | Hitnotering (week 1 t/m 21): 25-04-2015 t/m 12-09-2015 Hitnotering (week 22 t/m 28): 26-09-2015 t/m 07-11-2015 Hitnotering (week 29 t/m 40): 21-11-2015 t/m 06-02-2016 Hitnotering (week 41): 16-04-2016 Hitnotering (week 42 t/m 45): 21-05-2016 t/m 11-06-2016 | Hitnotering (week 1 t/m 21): 25-04-2015 t/m 12-09-2015 Hitnotering (week 22 t/m 28): 26-09-2015 t/m 07-11-2015 Hitnotering (week 29 t/m 40): 21-11-2015 t/m 06-02-2016 Hitnotering (week 41): 16-04-2016 Hitnotering (week 42 t/m 45): 21-05-2016 t/m 11-06-2016 | Hitnotering (week 1 t/m 21): 25-04-2015 t/m 12-09-2015 Hitnotering (week 22 t/m 28): 26-09-2015 t/m 07-11-2015 Hitnotering (week 29 t/m 40): 21-11-2015 t/m 06-02-2016 Hitnotering (week 41): 16-04-2016 Hitnotering (week 42 t/m 45): 21-05-2016 t/m 11-06-2016 | Hitnotering (week 1 t/m 21): 25-04-2015 t/m 12-09-2015 Hitnotering (week 22 t/m 28): 26-09-2015 t/m 07-11-2015 Hitnotering (week 29 t/m 40): 21-11-2015 t/m 06-02-2016 Hitnotering (week 41): 16-04-2016 Hitnotering (week 42 t/m 45): 21-05-2016 t/m 11-06-2016 |
| Week: | 1 | 2 | 3 | 4 | 5 | 6 | 7 | 8 | 9 | 10 | 11 | 12 | 13 | 14 | 15 | 16 | 17 |
| --- | --- | --- | --- | --- | --- | --- | --- | --- | --- | --- | --- | --- | --- | --- | --- | --- | --- |
| Positie: | 10 | 2 | 4 | 5 | 6 | 7 | 10 | 11 | 11 | 16 | 26 | 30 | 63 | 45 | 44 | 56 | 37 |
| Week: | 18 | 19 | 20 | 21 | | 22 | 23 | 24 | 25 | 26 | 27 | 28 | | 29 | 30 | 31 | 32 |
| Positie: | 32 | 62 | 57 | 110 | uit | 118 | 136 | 186 | 144 | 132 | 192 | 170 | uit | 136 | 165 | 172 | 129 |
| Week: | 33 | 34 | 35 | 36 | 37 | 38 | 39 | 40 | | 41 | | 42 | 43 | 44 | 45 | | |
| Positie: | 125 | 135 | 141 | 65 | 128 | 99 | 179 | 179 | uit | 101 | uit | 153 | 135 | 186 | 166 | uit | |